# Джессика Флетчер
Джессика Флетчер (англ. Jessica Fletcher, урождённая  Джессика Беатрис Макгилл (англ. Jessica Beatrice MacGill), известная как Джей Би Флетчер (англ. J.B. Fletcher), род. 21 ноября 1930) — главный персонаж телесериала «Она написала убийство», любительница-детектив. Исполнительницей роли была Анджела Лэнсбери, сыгравшая Джессику в 12 сезонах сериала с 1984 по 1997 год, а также в четырёх телевизионных фильмах с 1997 по 2003 год.
В каждом эпизоде сериала происходило убийство, либо в её родном городе Кэбот-Коув, либо сразу же после её прибытия в какой-либо другой город. Полицейские, как правило, не могут его раскрыть, и им на помощь всегда приходит Джессика Флетчер.

## Биография
Джессика Флетчер (в девичестве Макгилл) в прошлом была учительницей английского языка, а уйдя на пенсию занялась написанием детективных романов под именем Джей Би Флетчер (англ. J.B. Fletcher). Она проживает в собственном доме в небольшом городке Кэбот-Коув на побережье штата Мэн. Джессика ранее была замужем за лётчиком Френком, но он умер за несколько лет до начала первого сезона. Детей у них не было, зато имеется очень много всевозможных племянников и кузенов. Джессика много путешествует для написания новых сценариев к своим книгам, а также часто посещает друзей и родственников по всему миру. Наиболее близкими друзьями Джессики являются терапевт из Кэбот-Коув Сэт Хэзлит и два местных шерифа – Амос Таперт и Морт Мецгер.
В десятой серии первого сезона Джессика Флетчер в течение месяца являлась депутатом Палаты представителей Конгресса США.

## Родственники Джессики
Муж
- Фрэнк Флетчер (умер)

Близкие родственники
- Эмма Макгилл (сестра-близнец) (Энджела Лэнсбери)
- Маршалл Мак-Гилл (брат)
- Нил Флетчер (деверь)
- Констанс Флетчер (золовка)

Племянницы
- Виктория Брендон
- Кэрол Донован
- Памела Мак-Гилл—Крейн (от брата)
- Трейси Мак-Гилл (от брата)
- Нита Кочран
- Джилл Мортон
- Одри Флетчер-Баннистер
- Кэрол Баннистер (внучатая племянница)
- Кэрри Палмер

Племянники
- Грэди Флетчер
- Джонни Итон

Кузены
- Эбби Бентон Фристоун (Линн Редгрейв)
- Энн Оуенс Лоутон
- Хелен Оуенс
- Джордж Оуенс
- Кэлхоун «Кэл» Флетчер

Другие родственники
- Милдред (тётя)
- Аманда (двоюродная бабушка по мужу)
- Уолтер (дядя, умер)
- Сайрус (дядя, умер)
- Сара (двоюродная бабушка, умерла)
- Генри (двоюродный дедушка, умер)

## Интересные факты
- Существует серия романов «Она написала убийство», автором которых является Дональд Бэйн, писавший их как бы в сотрудничестве с Джессикой Флетчер.
- Девичья фамилия Джессики, Макгилл, является фамилией матери Анджелы Лэнсбери — актрисы Мойны Макгилл.